# Positively 4th Street
you could stand inside my shoes

you'd know what a drag it is to see you»
tu fossi nei miei panni

Così sapresti che strazio sia guardarti»
(Positively 4th Street, Bob Dylan)
Positively 4th Street è un brano musicale scritto e interpretato da Bob Dylan, registrato a New York il 29 luglio 1965. Il brano venne pubblicato come singolo dalla Columbia Records il 7 settembre 1965, raggiungendo la prima posizione in classifica in Canada, la numero 7 negli Stati Uniti d'America, e la numero 8 in Gran Bretagna. La rivista Rolling Stone ha classificato la canzone alla posizione numero 203 nella loro classifica delle 500 migliori canzoni di tutti i tempi.

## Il brano
La canzone venne fatta uscire tra la pubblicazione degli album Highway 61 Revisited e Blonde on Blonde, come singolo successivo a Like a Rolling Stone, ma il brano non fu incluso in nessuno dei due dischi sopracitati. Il titolo della canzone non compare nelle liriche del brano e molto si è dibattuto nel corso degli anni sul reale significato del testo in questione. L'interpretazione più accreditata è quella che vorrebbe la canzone essere un risentito e velenoso attacco al vecchio ambiente folk dal quale Dylan si stava ormai distaccando e che lo aveva criticato per la sua svolta elettrica e fischiato durante la celebre esibizione al Newport Folk Festival del 1965. Secondo questa interpretazione, smentita però da Dylan stesso, il titolo del brano si riferirebbe al vecchio indirizzo del cantante al Greenwich Village, la "Quarta Strada" ("4th Street") del quartiere bohemien per eccellenza di New York, dove Dylan risiedette durante i primi anni di carriera e che era molto frequentato dagli artisti dell'ambiente folk di sinistra.

### Registrazione
La versione definitiva di Positively 4th Street venne ultimata il 29 luglio 1965, durante le sessioni estive per l'album Highway 61 Revisited. Il brano fu l'ultimo ad essere registrato quel giorno, con Dylan e gli altri musicisti di studio che avevano già finito di registrare con successo It Takes a Lot to Laugh, It Takes a Train to Cry e Tombstone Blues. La band di studio che lavorò su Positively 4th Street era composta da Robert Gregg (batteria), Russ Savakus (basso), Frank Owens (pianoforte), Al Kooper (organo) e Mike Bloomfield (chitarra), e la canzone aveva inizialmente il titolo provvisorio di Black Dalli Rue durante le prove.

## Cover
- Johnny Rivers sull'album Realization nel 1968.
- I Beatles durante le sessioni per la registrazione dell'album Let It Be, ma la loro versione non è mai stata pubblicata ufficialmente[12]
- I Byrds inclusero una loro versione dal vivo del brano nel loro disco (Untitled) del 1970
- La punk band statunitense degli X pubblicò una reinterpretazione di Positively 4th Street come B-side del loro singolo 4th of July del 1987.[13]
- Lucinda Williams sull'album In Their Own Words, Vol. 1
- Charly García sul suo disco del 1995 Estaba en llamas Cuando me Acosté
- Gli Stereophonics sul loro EP del 1999, Pick a Part That's New
- I Violent Femmes nell'album del 2000, Freak Magnet
- Sue Foley nel suo album del 2000 Back to the Blues
- I Simply Red sul loro album del 2003, Home
- Larry Norman ha pubblicato una sua versione personale di Positively 4th Street (con un testo leggermente diverso) sul suo album del 2003 Rock, Scissors et Papier[14]
- Bryan Ferry ha reinterpretato la canzone nell'album del 2007, Dylanesque
- Steve Wynn sull'album Steve Sings Bob del 2009[15]

## Curiosità
- Alcune copie iniziali del singolo di Positively 4th Street, vennero erroneamente stampate con una versione demo di Can You Please Crawl Out Your Window? (brano che Dylan farà poi uscire come suo singolo seguente) sul lato A al posto della stessa Positively 4th Street, creando così non poca confusione alle radio che dovevano promuovere il singolo.